# 根本駅
根本駅（ねもとえき）は、岐阜県多治見市根本町三丁目にある、東海旅客鉄道（JR東海）太多線の駅である。駅番号はCI05。

## 歴史
- 1920年（大正9年）2月15日：東濃鉄道（初代）の駅として開業[2]。
- 1926年（大正15年）9月25日：東濃鉄道の国有化により、鉄道省太多線の駅となる[2]。
- 1928年（昭和3年）10月1日：改軌新線開業により廃止[3]。
- 1952年（昭和27年）12月26日：新線上で日本国有鉄道（国鉄）の駅として再開業。旅客営業のみ[4]。
- 1972年（昭和47年）：業務委託化。
- 1987年（昭和62年）4月1日：国鉄分割民営化により、東海旅客鉄道（JR東海）の駅となる[2]。
- 2010年（平成22年）3月13日：ICカード「TOICA」の利用が可能となる[5]。

## 駅構造
単式ホーム1面1線を有する地上駅。自動券売機・自動改札機の設置はなく、TOICAは簡易TOICA改札機での対応となる。
東海交通事業の職員が業務を担当する業務委託駅で、多治見駅が当駅を管理している。JR全線きっぷうりばもある。営業時間は7:15 - 19:15であるが、1日数回窓口が閉鎖される時間帯がある（平成29年3月18日現在、6回）。
ホームの美濃太田方面寄りに男女別の水洗トイレがある。

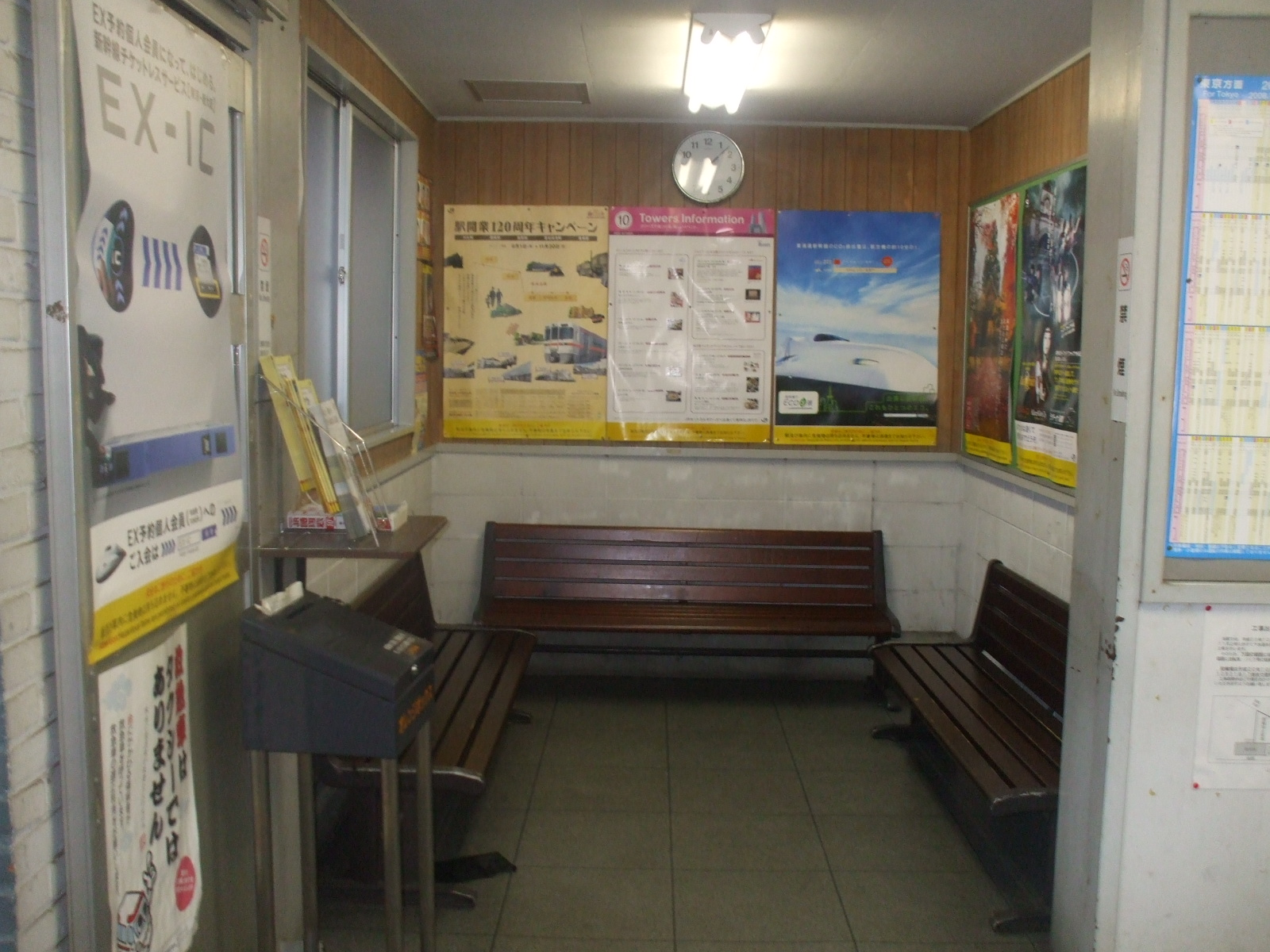
待合室
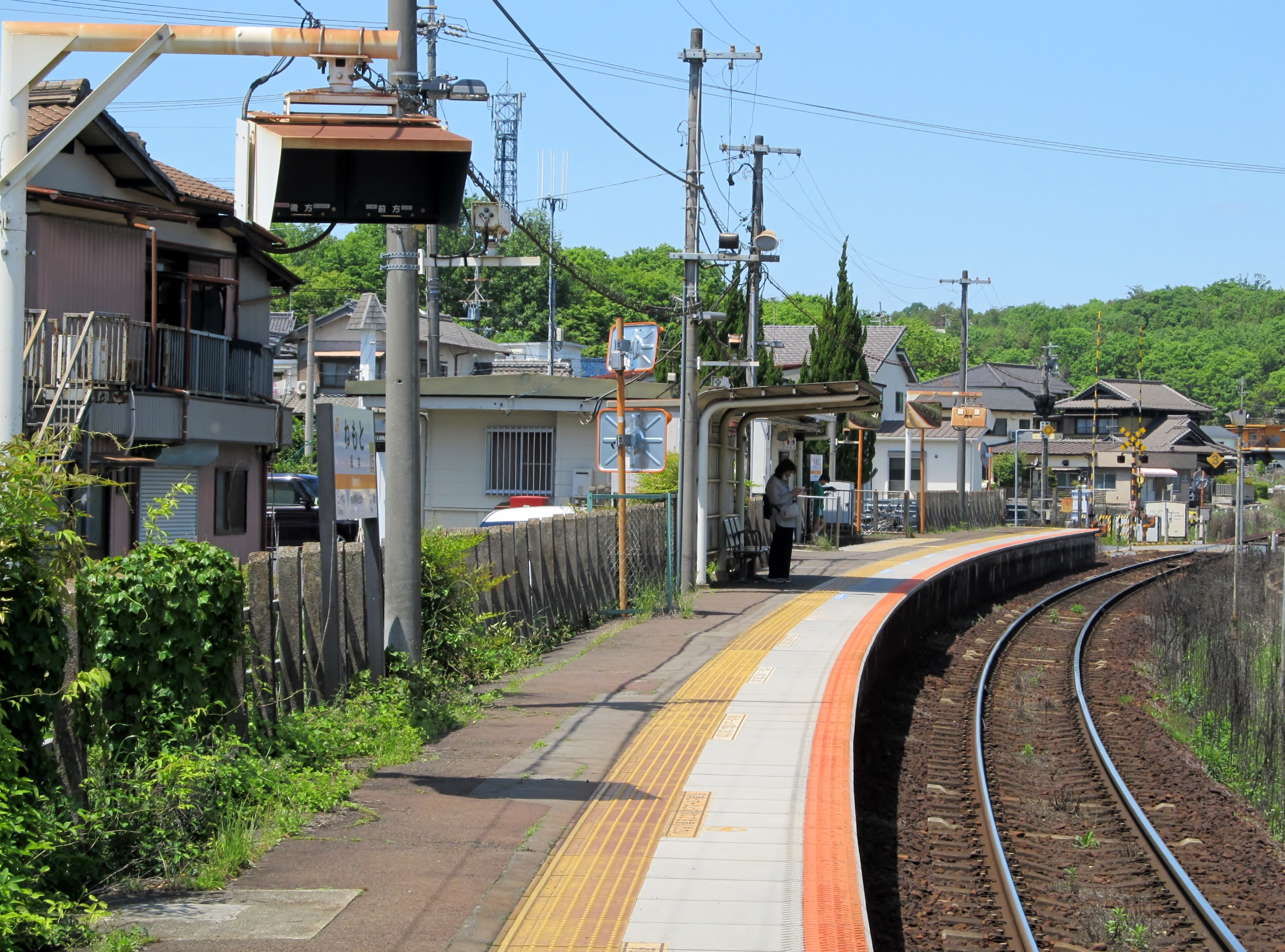
ホーム
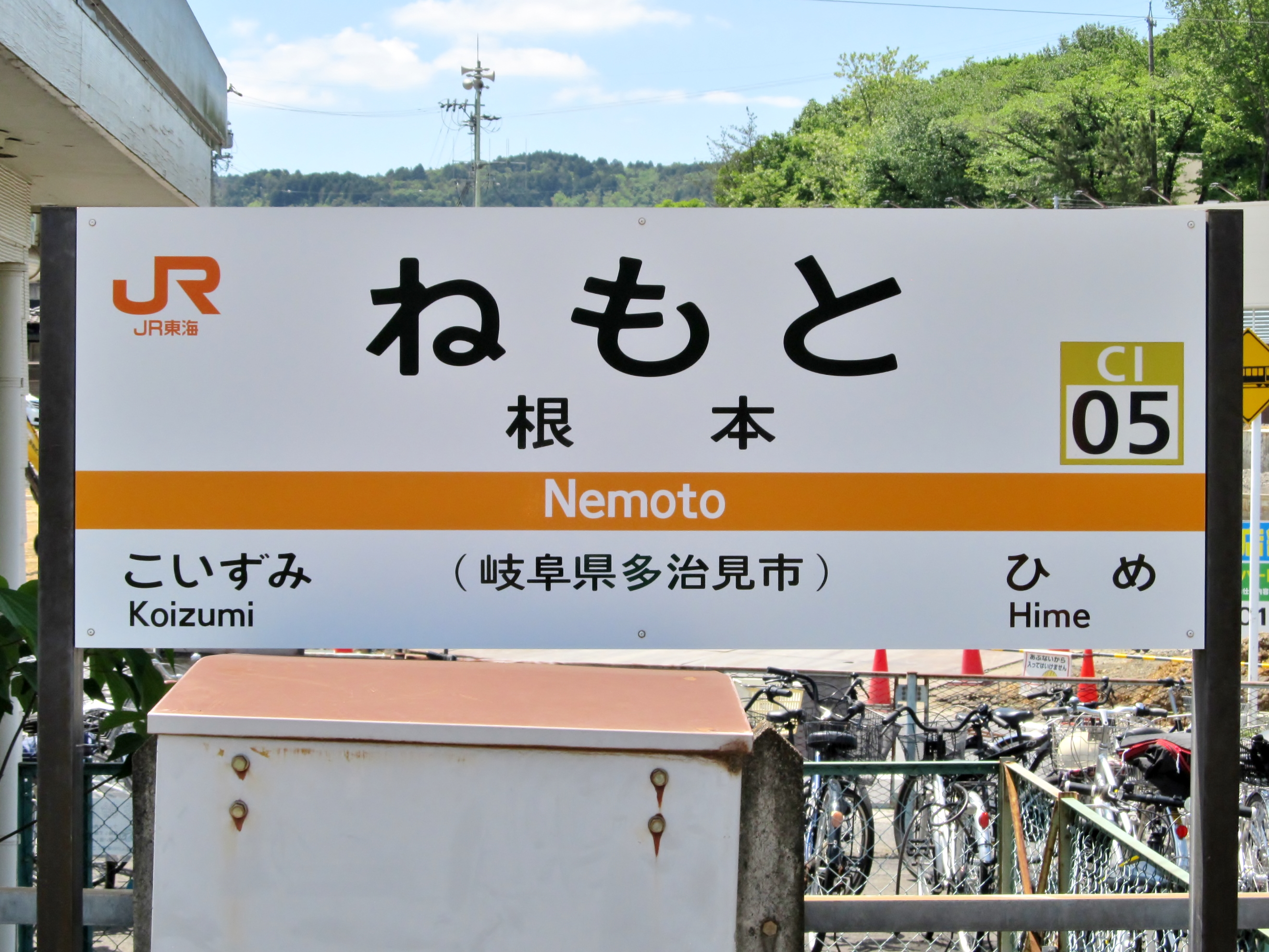
駅名標

## 利用状況
「岐阜県統計書」および「統計たじみ」によると、近年の1日平均乗車人員は以下の通りである。
| 年度   | 1日平均 乗車人員 |
| ------ | ---------------- |
| 1998年 | 1,618            |
| 1999年 | 1,610            |
| 2000年 | 1,581            |
| 2001年 | 1,519            |
| 2002年 | 1,477            |
| 2003年 | 1,399            |
| 2004年 | 1,371            |
| 2005年 | 1,282            |
| 2006年 | 1,248            |
| 2007年 | 1,240            |
| 2008年 | 1,269            |
| 2009年 | 1,206            |
| 2010年 | 1,215            |
| 2011年 | 1,207            |
| 2012年 | 1,228            |
| 2013年 | 1,258            |
| 2014年 | 1,224            |
| 2015年 | 1,258            |
| 2016年 | 1,236            |
| 2017年 | 1,249            |
| 2018年 | 1,271            |

## 駅周辺
- 高根山[1]
- 根本城址
- 元昌寺
- 諏訪神社
- 根本宝筐印塔
- 根本連房式登り窯
- 若尾準三の石碑
- 多治見市役所根本事務所
- 多治見警察署多治見北部交番
- 多治見市立根本小学校
- バロー根本店
- Vドラッグ根本店
- デイリーヤマザキ根本店
- 多治見根本郵便局
- 国道248号
- 大原自動車学校

## 隣の駅
東海旅客鉄道（JR東海）
CI 太多線
小泉駅 (CI06) - 根本駅 (CI05) - 姫駅 (CI04)